# Alentejo Litoral
L'Alentejo Litoral és una subregió estadística portuguesa, part de la Regió de l'Alentejo, dividida entre el Districte de Setúbal i el Districte de Beja. Limita al nord amb la Península de Setúbal i l'Alentejo Central, a l'est amb el Baixo Alentejo, al sud amb l'Algarve i a l'oest amb l'oceà Atlàntic. Àrea: 5 261 km². Població (2001): 99 976 (Estimació per a 2005: 97 636).
Comprèn 5 concelhos:
- Alcácer do Sal
- Grândola
- Odemira
- Santiago do Cacém
- Sines

Els principals nuclis urbans són les ciutats de Sines i Vila Nova de Santo André (ael concelho de Santiago do Cacém) i, de menys importància, Santiago do Cacém i Alcácer do Sal.